# Chris Bryant
Christopher John Bryant (sinh ngày 11 tháng 1 năm 1962) là một chính khách của Đảng Lao động xứ Wales và là cựu linh mục, từng là thành viên của Quốc hội (MP) cho Rhondda kể từ cuộc tổng tuyển cử năm 2001.
Trước khi tham gia chính trường, Bryant từng làm cha xứ của Giáo hội Anh, cũng như có vai trò tại BBC và Common Purpose. Ông trở thành MP cho Rhondda vào năm 2001 với một trong những nhóm lớn nhất trong cả nước. Là một nghị sĩ, ông từng là Bộ trưởng Nghệ thuật Bóng tối, Bộ trưởng Bộ châu Âu, Phó Lãnh đạo Hạ viện và Bộ trưởng Bộ Văn hóa, Truyền thông và Thể thao Bóng tối. Ông là Thủ lĩnh Bóng tối của Hạ viện trước khi từ chức vào ngày 26 tháng 6 năm 2016. Ông được bầu lại vào tháng 6 năm 2017.

## Tuổi thơ
Chris Bryant được sinh ra ở Cardiff, Wales với một người mẹ Scotland và một người cha xứ Wales. Bryant lớn lên ở Cardiff (nơi cha ông làm việc trong năm năm), Tây Ban Nha trong năm năm vào thập niên 1960 (dẫn đến việc ông nói tiếng Tây Ban Nha trôi chảy), và Cheltenham. Ông được đào tạo tại Cheltenham College, một trường độc lập dành cho nam sinh ở Cheltenham, Gloucestershire và Mansfield College, Oxford, nơi ông học tiếng Anh.
Mặc dù ban đầu là một thành viên của Đảng Bảo thủ, và là người giữ chức vụ trong Hiệp hội Bảo thủ Đại học Oxford, ông đã gia nhập Đảng Lao động vào năm 1986 sau khi rời Oxford.

## Đời tư
Bryant đã tham gia vào một quan hệ kết hợp dân sự với Jared Cranney vào ngày 27 tháng 3 năm 2010. Buổi lễ là sự hợp tác dân sự đầu tiên được tổ chức tại Tòa nhà Quốc hội. Bây giờ họ đã kết hôn. Bryant sống ở Porth ở Rhondda.
Ông đã bị báo chí chế giễu vào năm 2003 khi đăng một bức ảnh mình chỉ mặc quần lót trên một trang web hẹn hò đồng tính, Gaydar. Bryant sau đó đã phản ánh về vụ việc, nói: "Đó là một vết thương nhưng bây giờ nó là một vết sẹo khá quyến rũ. Tôi đã có một khoảng thời gian tôi hầu như không ngủ và thật kinh khủng, nhưng tôi rất may mắn khi có một nhóm bạn hỗ trợ - MP bạn bè và những người khác - và họ chăm sóc tôi." Vào thời điểm đó, các phương tiện truyền thông dự đoán rằng ông sẽ không sống sót, và có nhiều cuộc nói chuyện về sự tuyệt vọng có thể của ông. Năm 2013, ông đã phản ánh về vụ việc, nói rằng toàn bộ sự việc thực sự đã thúc đẩy đa số ông là một nghị sĩ.
Vào ngày 25 tháng 9 năm 2006, tờ báo The Guardian đã đăng bốn bài viết nhật ký giả mạo có tên là "Nhật ký Manchester của Chris Bryant". Tờ báo sau đó đã in một bản làm rõ để xác nhận rằng đây là những nhại lại, và không được viết bởi Bryant.
Vào tháng 3 năm 2019, Bryant nói rằng ông đã trải qua phẫu thuật ung thư da.